# Dasycercus worboysi
Dasycercus worboysi es una especie extinta de marsupial dasiuromorfo de la familia Dasyuridae. Fue un carnívoro marsupial australiano del que sólo se conocen registros fósiles datados en el Plioceno.